# Рождественка (Томская область)
Рождественка — деревня в Первомайском районе Томской области. Входит в состав Сергеевского сельского поселения.

## История
Основана в 1902 г. В 1926 году деревня Рождественская состояла из 183 хозяйств, основное население — русские. Центр Рождественского сельсовета Зачулымского района Томского округа Сибирского края.

## Население
| 1926 | 2002 | 2010 | 2012 | 2013 | 2014 | 2015 |
| ---- | ---- | ---- | ---- | ---- | ---- | ---- |
| 919  | ↘129 | ↘95  | ↘91  | ↗96  | ↘95  | ↘94  |
| 2021 |      |      |      |      |      |      |
| ↘46  |      |      |      |      |      |      |